# Стецюн, Николай Григорьевич
Николай Григорьевич Стецюн (укр. Микола Григорович Стецюн), 28 июня 1942, г. Артемовск, Сталинской области, УССР, ныне Бахмут, Донецкая область, Украина) — современный украинский композитор, музыкально-общественный деятель, член Национального союза композиторов Украины. Заслуженный деятель искусств Украины (1996).

## Творческая биография
В 1969 году окончил факультет народных инструментов Харьковского института искусств, в 1973 — класс композиции профессора И. Ковача.
- 1961-1964 — преподаватель Славянского педагогического института;
- 1969-1972 — преподаватель Харьковского культурно-просветительного училища;
- 1972-1975 — руководитель эстрадного оркестра Харьковского Дворца строителей,
- 1975-1979 — преподаватель Харьковского института искусств и художественный руководитель ансамбля народных инструментов Харьковской областной филармонии,
- 1979 — художественный руководитель Харьковской областной филармонии,
- 2004 — Председатель Харьковской областной организации Национального Союза композиторов Украины.

## Семья
- Жена — певица Лидия Величко, заслуженная артистка Украины, солистка Харьковской филармонии и доцент кафедры сольного пения Харьковского института искусств
- Дочь — певица Мария Стецюн, лауреат международных и национальных конкурсов, солистка Харьковской филармонии и преподаватель кафедры хорового дирижирования Харьковской академии культуры

## Произведения
Основные произведения
- Кантата для хора и симфонического оркестра 35' (1973)
- «Молодежная увертюра» для симфонического оркестра (1974)
- Концерт для гитары с оркестром «Испанский» 18' (1997)
- Вариации для гитары с оркестром на тему А. Корелли 12' (1999)
- Вариации на тему М. Преториуса для гитары с оркестром 12' (2000)
- «Слобожанская увертюра» 5 'для симфонического оркестра (2004)

Камерные произведения
- Квартет в 3-х частях 17' (1976)
- Соната для фортепиано 8' (1975)
- Для народных инструментов
- Лирическая фантазия на тему П.Гадамаки «Калинка» (1980)
- элегия «Хоткевич» (2003) для оркестра народных инструментов
- Сюита для оркестра народных инструментов на украинские темы (1970)
- Концертино для домры и баяна с оркестром (1972)
- Скерцо для домры с фортепиано (1969)
- Рапсодия для цимбал с оркестром 15' (2005)
- Фантазия для альта с оркестром 18' (2000)
- Фантазия для тромбону с оркестром 10' (2001)
- для детей
- Мюзикл «Ах и орешек» (1983)
- Мюзикл «Гаврош» (1983)
- Оперетта для детей «Котигорошко» 80' (1996)
- Детская опера «Когда звери говорили» по сказкам И. Франко 60' (1998)

Песни (около 200), в том числе
- «Колодец», «Земля моя, земля», «Золушка», «Только вишни», «Разговор с городом» на стихи Ю. Петренко, Б. Олейника, Б. Окуджавы, Ю. Энтина и др.
- Другое
- Вокальный цикл «Восточные романсы» на стихи О. Сулейменов 17' (1990);
- Музыка к театральным спектаклям

## Награды
- Заслуженный деятель искусств Украины (1996)
- Первая премия вокально-хорового конкурса (Киев, 1997)
- Муниципальная премия им. И. Слатина (2000)